# Keşap (district)
Keşap is een district in de provincie Giresun van Turkije en telt 20.244 inwoners (2007). Het heeft een oppervlakte van 221,2 km². Hoofdplaats is Keşap.
De bevolkingsontwikkeling van het district is weergegeven in onderstaande tabel.

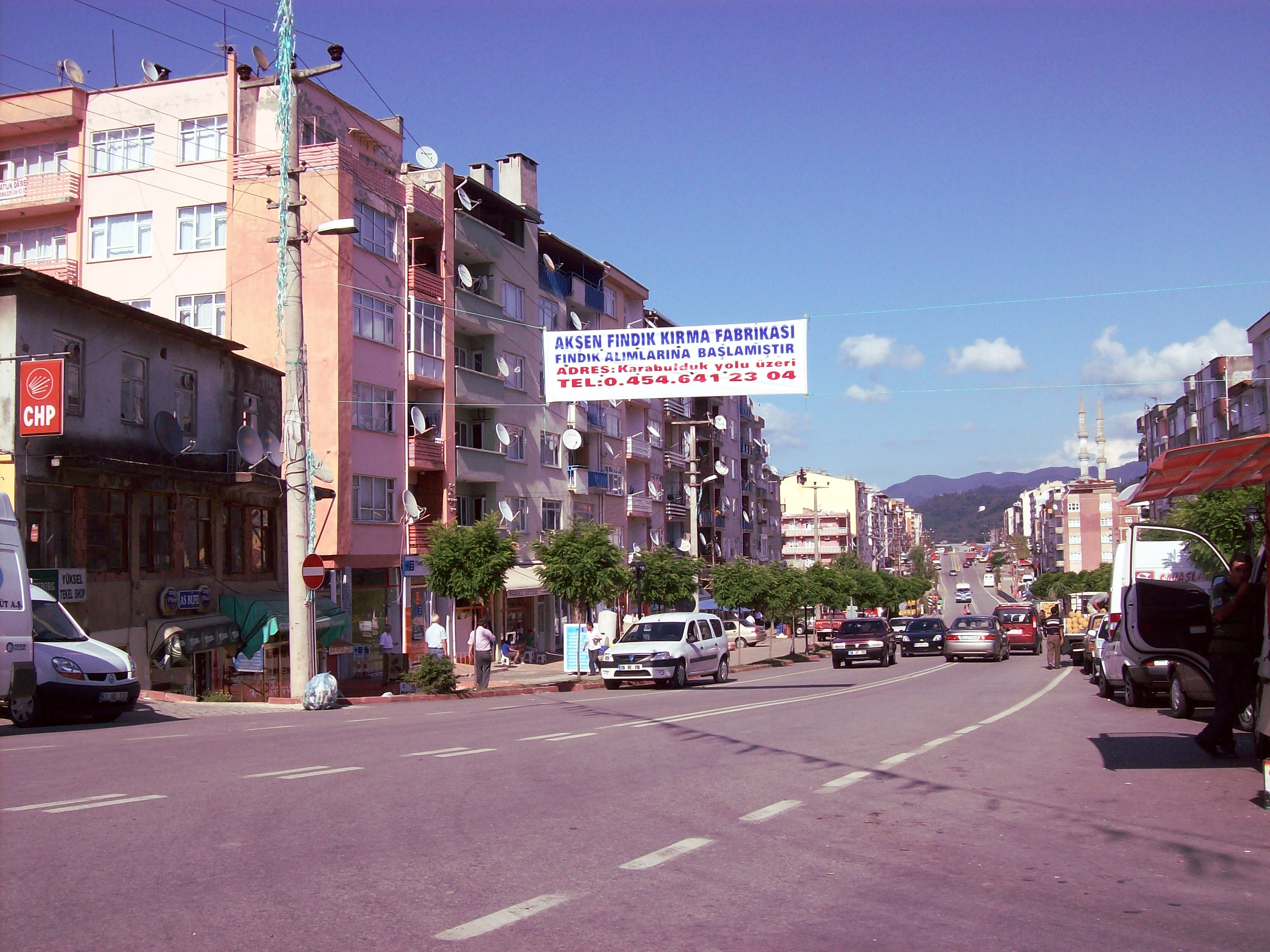
Straat in Keşap

| 1997   | 2000   | 2007   |
| ------ | ------ | ------ |
| 23.298 | 22.468 | 20.244 |